# Nati nel 1139
| Questa pagina contiene informazioni ricavate automaticamente dalle voci biografiche con l'ausilio del template Bio e di un bot. L'aggiornamento è periodico e automatico e ricostruisce completamente la pagina. Se manca una persona in questa lista, sei pregato di non aggiungerla, ma accertati piuttosto che la sua voce biografica contenga il template Bio e che i dati anagrafici siano correttamente compilati. Se il template Bio manca, inseriscilo tu stesso o, in alternativa, metti l'avviso {{tmp\|Bio}} che ne segnala la mancanza. Se i dati riportati sono sbagliati, correggi direttamente la voce biografica; le modifiche saranno visibili in questa lista entro pochi giorni. Per chiarimenti vedi il progetto biografie. La lista contiene solo le 8 persone che sono citate nell'enciclopedia e per le quali è stato implementato correttamente il template Bio. Pagina aggiornata al 18 ago 2025. |

- 3 giugno - Cono di Naso, abate e santo italiano († 1236)
- 16 giugno - Konoe, imperatore giapponese († 1155)
- Agnese II di Quedlinburg, badessa tedesca († 1203)
- Jakuren, poeta giapponese († 1202)
- Jaroslav II di Černihiv, nobile russo († 1198)
- Minamoto no Tametomo, militare giapponese († 1170)
- Sancha di León e Castiglia, regina spagnola († 1177)
- Tokudaiji Sanesada, poeta giapponese († 1192)